# Ernst-Haeckel-Haus

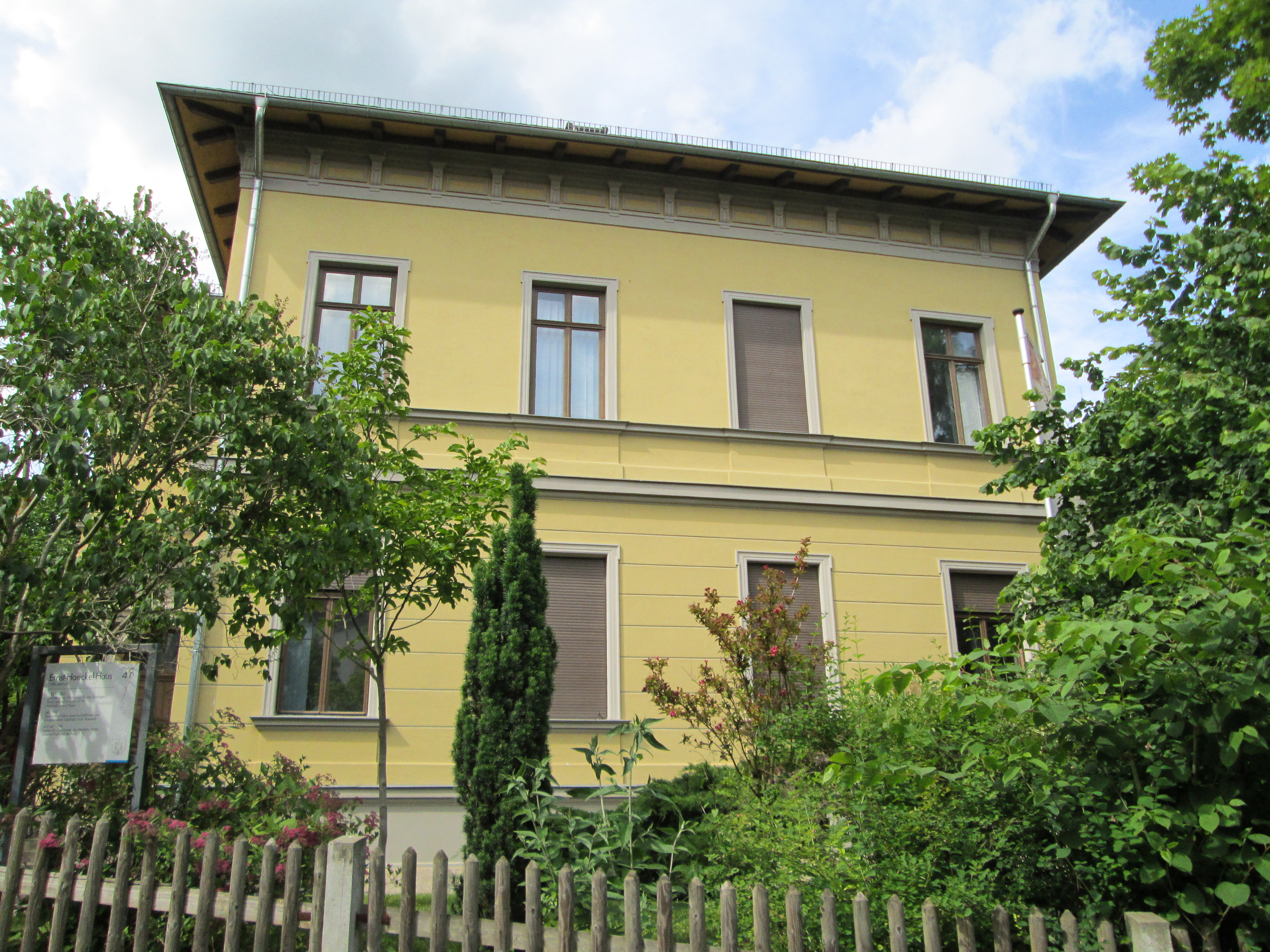
Ernst-Haeckel-Haus, 2014

Das Ernst-Haeckel-Haus in Jena ist ein Museum mit einem angeschlossenen Archiv, zum Gedenken an den Zoologen, Philosophen und Darwinisten Ernst Haeckel (1834–1919). Es ist Teil der Friedrich-Schiller-Universität Jena und befindet sich in Haeckels ehemaligem Wohnhaus an der Berggasse 7. In sieben Räumen der zweistöckigen „Villa Medusa“ sind Originalmanuskripte, Bücher, Briefe, Zeichnungen, Porträts, Fotografien und Drucke ausgestellt.

## Geschichte
Haeckels Wohnhaus an der Berggasse wurde um 1882 erbaut und diente ihm bis zu seinem Tod als Wohnsitz.  1918 verkaufte er die Villa Medusa an die Carl-Zeiss-Stiftung. Sein Privatsekretär Heinrich Schmidt wurde nach Haeckels Tod zu seinem Nachlassverwalter und war bis an sein Lebensende im Jahre 1935 Direktor des Ernst-Haeckel-Hauses. Anschließend übernahm der nationalsozialistische Rassentheoretiker Victor Franz bis 1945 die Leitung des Hauses, nun unter der Bezeichnung Anstalt für Geschichte der Zoologie, insbesondere der Entwicklungslehre. Nach Kriegsende wurde die Einrichtung von der Friedrich-Schiller-Universität übernommen und hieß nun Institut für Geschichte der Zoologie, insbesondere der Entwicklungslehre. Das Direktorat hatte Georg Schneider bis 1959 inne, sein Nachfolger wurde Georg Uschmann, bis zu seiner Emeritierung 1979. 1965 wurde ein Lehrstuhl für Geschichte der Naturwissenschaften errichtet, 1968 erfolgte eine Umbenennung in Institut für Geschichte der Medizin und Naturwissenschaft – Ernst-Haeckel-Haus. 1995 wurde Olaf Breidbach Direktor des Ernst-Haeckel-Hauses.

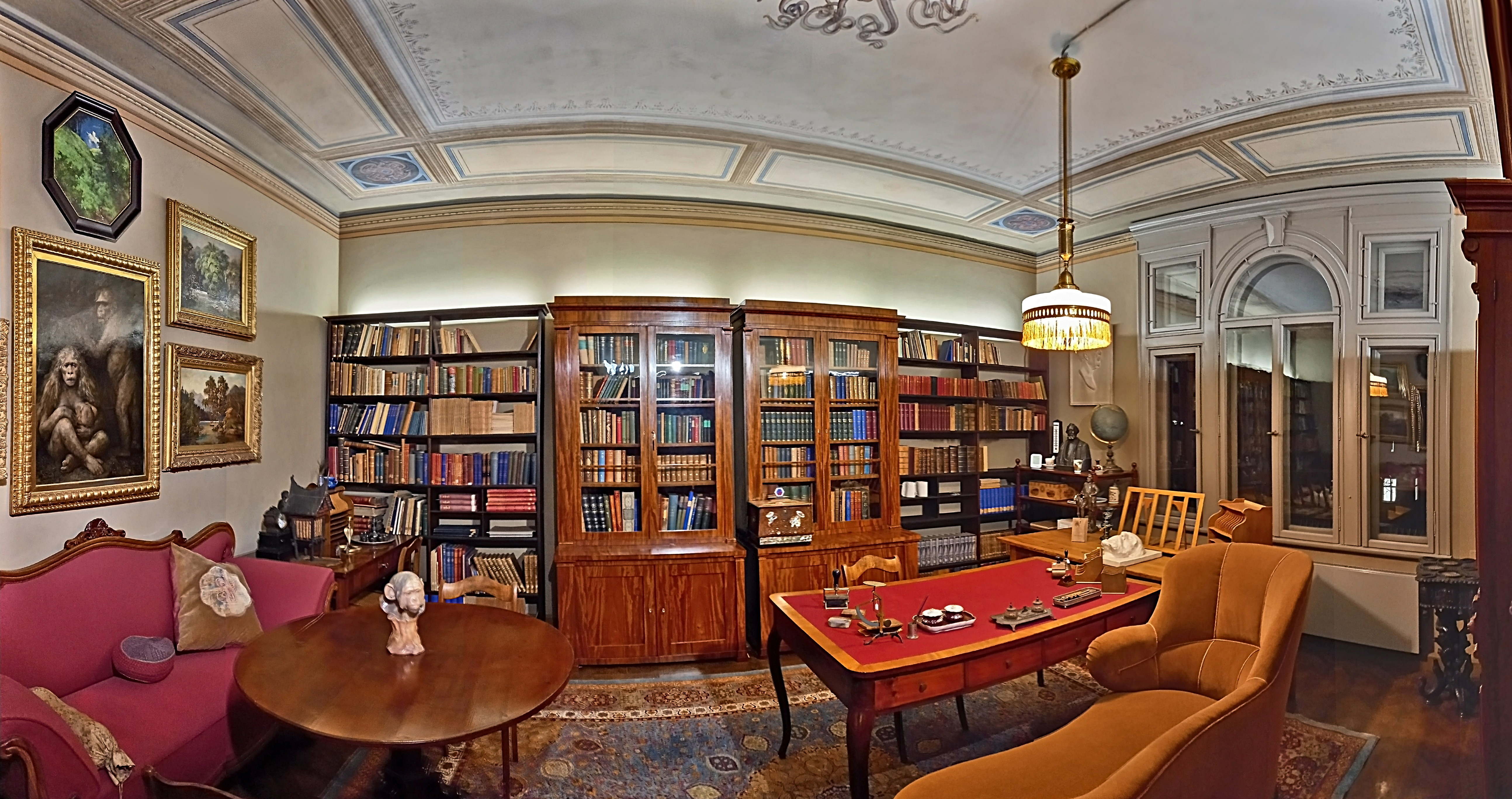
Haeckels Arbeitszimmer

In der DDR wurde Haeckel, ein ausgesprochener Gegner eines egalitären Sozialismus, Bewunderer Otto von Bismarcks und Befürworter eines aggressiven deutschen Imperialismus, der in der Zeit des Nationalsozialismus als Pionier der Rassenhygiene verehrt worden war, von der Leitung des Ernst-Haeckel-Hauses zu einer progressiven Inspirationsquelle für den Realsozialismus stilisiert. So interpretierte Direktor Georg Schneider 1950 eine Zeichnung aus dem Jahre 1850 mit dem Titel „Nationalversammlung der Vögel“ des 16-jährigen Haeckel als dessen Anteilnahme an der innerpolitischen revolutionären Entwicklung Deutschlands. 1987 stellte Erika Krauße eine Verbindung des Schullehrer Haeckels mit der Revolution von 1848 her. In dieser Zeit war es nur einigen wenigen Autoren gestattet, über Haeckel zu publizieren. Die damaligen Beschreibungen schildern den Wissenschaftler ausschließlich als durchwegs progressiven materialistischen Denker, dessen philosophische Spekulationen Ähnlichkeiten mit Karl Marx’ Dialektischem Materialismus aufweisen. Auch nach der Wende und der Wiedervereinigung wurden weiterhin Versuche unternommen, Autoren wie Stephen Jay Gould und André Pichot, die Haeckels Werk und Wirken kritisch interpretieren, den Zugang zum Archiv des Ernst-Haeckel-Hauses zu verwehren.